# ヒポドリア旋法

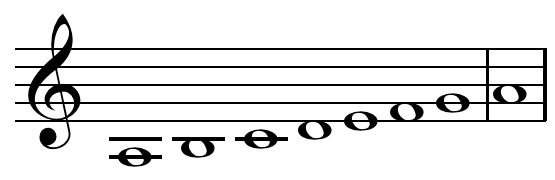
Hypodorian mode on D (only missing the high B♭).

ヒポドリア旋法は、字義通りには「ドリアの下」を意味する音楽用語であり、その名は古代ギリシャのtonos、すなわちオクターヴ種に由来する。ディアトニックのゲノスは、(上昇方向に) 1つの半音とそれに続く2つの全音からなるテトラコルドからできている。オクターブの上昇音階は、1つの音とそれに続く結合したこの種のテトラコルド2つである。 これはほぼピアノのAからAのすべての白鍵 A | B C D E | (E) F G Aに相当する。この音階は中世の音楽理論ではドリア旋法とヒポドリア旋法で用いられ、16世紀中頃と現代の音楽理論ではエオリア旋法en:Aeolian modeとヒポエオリア旋法として知られるようになった。
ヒポドリアという用語は、後に西方教会音楽の第2旋法を述べるのにも用いられるようになった。この旋法は、同様にドリア旋法と呼ばれる正格第1旋法に対応する変格旋法である。 教会旋法のヒポドリア旋法は2通りの方法で定義できる。(1) 終止音Dで分割されたAからAへのディアトニックのオクターブ種。下方の全音-半音-全音のDで終わるテトラコルドと、全音-半音-全音-全音のDから始まるペンタコルドで構成される。(2) 終止音がDで、音域(アンビトゥスambitus)が G–B♭ (終止音の下にB♮があり、上方にB♭がある) である旋法。なお、F音が第2詩篇唱(en:psalm tone)の朗唱音(en:reciting note）すなわちtenorに対応し、重要な第2中心とみなされる (Powers 2001)。